# Justine Hardy
Justine Hardy to urodzona w Londynie dziennikarka i pisarka brytyjska, autorka filmów dokumentalnych. Pracowała w Australii i przede wszystkim  w Indiach. Od 21 lat jako dziennikarka zajmuje się problemem Kaszmiru, pisząc też o tybetańskich świętach w Himalajach, o świecie prasy indyjskiej, filmie indyjskim, gospodarczym rozwoju Indii. W 2005 roku zadebiutowała powieścią Dom cudów, której tłem są dramatyczne zdarzenia we współczesnym Kaszmirze. Jako dziennikarka pisze dla The Financial Times,  The Times, Vanity Fair i Traveler. Tworząc dokumentalne filmy współpracuje z Channel 4. W 1996 nominowana do nagrody  BAFTA-za serial o miejskiej dżungli. Tworzy dla BBC filmy o Indiach. Cztery lata była prezenterem  Travel TV. Ostatnio współpracowała przy filmie BBC na temat wschodniej filozofii. Współpracuje z pozarządowymi organizacjami zajmującymi się m.in. problemem slumsów delhijskich.

## Twórczość
- In the Valley of Mist (o muzułmańskiej rodzinie w Kaszmirze)
- Dom cudów 2005 – powieść o Kaszmirze
- Bollywood Boy 2002 (o świecie Bollywood)
- Goat – 2000 o Kaszmirze
- Scoop-Wallah  1999(o prasie indyjskiej w Delhi – Daily Telegraph Travel Book Award 2000
- The Ochre Border  1995 (o Tybecie)